# Герасимов, Сергей Викторович
Сергей Викторович Герасимов (род. 20 июня 1967, Бугульма, Татарская АССР) — российский дзюдоист и тренер по дзюдо, кандидат в мастера спорта, Заслуженный тренер России по самбо (28 февраля 1995).

## Биография
Окончил самарскую школу № 1. В 1987 году завершил службу в армии и занялся тренерской деятельностью. В 1990 году основал борцовскую школу «Олимп». В 2007 году окончил факультет физвоспитания Поволжской социально-гуманитарной академии. Несколько раз признавался лучшим тренером Самарской области. Воспитал одного Заслуженного мастера спорта России и 8 мастеров спорта России международного класса. Три воспитанницы Герасимова (Анна Сараева, Наталья Кондратьева, Ирина Заблудина) становились участницами Олимпийских игр. Ещё три воспитанницы (Анастасия Павленко, Ирина Заблудина, Наталья Писарева) становились победителями первенств мира. Звание Заслуженного тренера Герасимов получил за подготовку своей младшей сестры Елены — чемпионки Европы и мира по самбо.